# Сандро Шерер
Сандро Шерер (нім. Sandro Schärer; нар. 6 червня 1988) — швейцарський футбольний арбітр. Арбітр ФІФА з 2015 року.

## Біографія
Вивчав спорт та географію в Базелі і спочатку працював вчителем-замінником в різних гімназіях та інструктором з гірськолижного спорту.
Закінчивши навчання на футбольного арбітра у 2005 році, Шерер швидко прогресував, і у 2011 році, у віці 24 років, вже судив матчі в Челлендж-лізі, другому за рівнем швейцарському дивізіоні. У 2013 році дебютував у Суперлізі на грі «Лозанна-Спорт» — «Тун».
Шерер став Арбітром ФІФА 2015 року і дебютував на міжнародному рівні у кваліфікаційному турнірі до юнацького чемпіонату Європи до 17 років 2015 року. У тому ж році він дебютував і на клубному рівні, коли судив матч 1 кваліфікаційного раунду Ліги Європи між «Ельфсборгом» та «Лахті». Свій перший поєдинок між національними збірними він відсудив у травні 2017 року в товариському матчі між Італією та Сан-Марино. Відтоді йому регулярно доручають ігри на груповому етапі Ліги Європи та відбіркові раунди Ліги чемпіонів
Також Сандро став одним з найкращих арбітрів країни й судив фінал Кубка Швейцарії 2019/20 між «Базелем» і «Янг Бойзом» (1:2).
У жовтні 2020 року він дебютував на груповому етапі Ліги чемпіонів у грі між «Барселоною» та «Ференцварошем», ставши першим швейцарцем після Массімо Бузакки у 2011 році, який судив на цій фазі змагань
А вже на початку наступного року Шерер став одним з 12 арбітрів, відібраних для обслуговування матчів групового етапу молодіжного чемпіонату Європи 2021 року в Угорщини та Словенії
Він також судив матчі в австрійській Бундеслізі, французькій Лізі 1, Катарській Лізі зірок та Кубку Греції